# Taça de Portugal de 1942–43
A Taça de Portugal de 1942/1943 foi a 5ª edição da Taça de Portugal. O Benfica venceu esta edição.

## Oitavos-de-final
| Vencedor     | Resultado | Vencido       |
| ------------ | --------- | ------------- |
| Belenenses   | 5–0       | Académica     |
| Benfica      | 7–1       | V. Guimarães  |
| Barreirense  | 4–2       | Leça          |
| FC Porto     | 15–1      | Sanjoanense   |
| Sporting     | 4–1       | Olhanense     |
| CUF Barreiro | 7–1       | Lusitano VRSA |
| Os Unidos    | 4–0       | Braga         |
| V. Setúbal   | 2–1       | Leixões       |

## Quartos-de-final
| Vencedor   | Resultado | Vencido      |
| ---------- | --------- | ------------ |
| Benfica    | 5–2       | Os Unidos    |
| FC Porto   | 2–0       | CUF Barreiro |
| Sporting   | 1–0       | Belenenses   |
| V. Setúbal | 2–0       | Barreirense  |

## Meias-finais
| Vencedor   | Resultado | Vencido  |
| ---------- | --------- | -------- |
| V. Setúbal | 7–0       | FC Porto |
| Benfica    | 3–2       | Sporting |

## Final
| 20 de junho de 1943 | Benfica | 5 – 1 | V. Setúbal | Campo das Salésias, Lisboa |
|                     |         |       |            |                            |